# Ереґіон

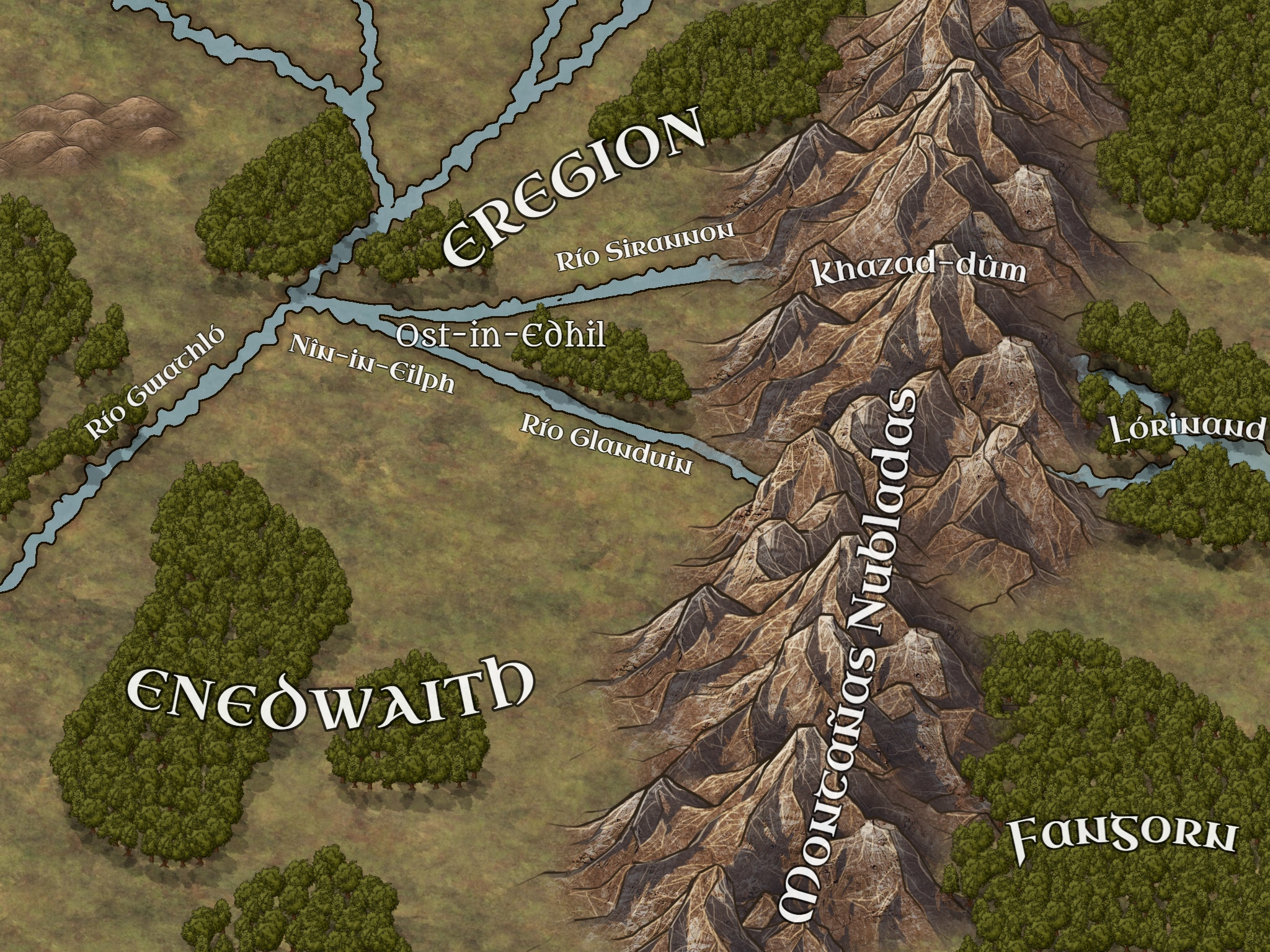
Ереґіон

Ереґіон (синд. Eregion — Край Гостролиста; англ. Hollin; в деяких перекладах Остранна) — у легендаріумі Дж. Р. Р. Толкіна історична область на сході Еріадора, де у 700—1697 рр. Другої Епохи розташовувалось однойменне королівство ельфів — нолдор. Названий так через велику кількість дерев гостролистів, що росли у ньому. Межами краю були: на заході — ріка Мітейтіль, на сході — Імлисті гори, на півночі — річка Бруінен, на півдні — річки Ґландуїн та Сіранонн.

## Історія

Ост-ін-Еділ

Близько 700 року Другої Епохи в Ереґіоні оселилось плем'я нолдор з Дому Феанора. Королем краю став Келебрімбор син Куруфіна, онук Феанора. На березі Сіранонна вони збудували столицю країни місто Ост-ін-Еділ (Твердиня Ельдарів) від якого був проведений жвавий торговельний шлях до західних воріт Кгазад-Дума. Між нолдорами та гномами з народу Дьюріна були встановлені дружні зв'язки, що збагатили обидва народи. В Ерегіоні майстри з Гвайт-і-Мірдайн — Дому Ковалів-Ювелірів, перевершили всіх майстрів і умільців, окрім хіба  самого Феанора, найвправнішим з яких був Келебрімбор син Куруфіна, що віддалився від  батька і залишився в Нарґотронді, коли Келегорма та Куруфіна вигнали.
У 1200 році Другої Епохи в Ост-ін-Еділ нього, бо знання його було величезне. На ту пору ковалі Ост-ін-Еділа перевершили все, що самі ж винайшли до того; тож вони замислили і створили Перстені Влади. Проте Саурон керував їхньою працею і знав усе, що вони  робили, бо задумав поневолити світ. Поки в Ерегіоні кувались перстені влади він створив Єдиний Перстень всевладдя. Той перстень був наймогутнішим з усіх і, надягаючи його, Саурон знав усі думки і вчинки власників менших перснів і міг керувати їх думками.
Лиш тільки Саурон одяг перстень, як ковалі Ереґіону почули його закляття і зрозуміли, що були зраджені. Відтак вони  заховали три ельфійські персні і відтоді (це був 1693 р. Д. Е.) між ельфами та Сауроном почалася війна. У 1695 р. сауронові полчища вдерлись в Еріадор, піддаючи вогню та мечу все що траплялось на їхньому шляху.
У 1697 р. впав Ост-ін-Еділ, більшість мешканців якого втекли через Кгазад-Дум до незатінених війною країв, а Келебрімбор загинув обороняючи Дім Ковалів Гвайт-і-Мірдайн. Після війни більшість нолдорів Ереґіону вирушили за море, а сам край залишився порожнім  і в ньому оселилось чимало різноманітних звірів та птахів. Руїни Ост-ін-Еділа були помітні ще наприкінці Третьої Епохи.
У січні 3019 р. Третьої Епохи під час переходу через Ереґіон члени Братства Персня були вистежені сарумановими розвідниками великими воронами - кребайнами з Сірого краю. Після невдалої спроби крізь заметіль пройти перевал на Карадрасі, на зворотньому шляху до Воріт Морії вночі загін було атаковано вовками-перевертнями, напад котрих було відбито за допомогою  вогню запаленого Гандальфом.